# سید جلال ساداتیان
سید جلال ساداتیان (زاده ۱۳۳۱ - تهران) نماینده سابق مجلس شورای اسلامی در حوزه همدان، کارشناس مسائل خاورمیانه و کاردار سابق ایران در انگلستان است.